# 亞速海西鯡
亞速海西鯡為輻鰭魚綱鲱形目鲱科的其中一種，分布於馬摩拉海、黑海、亞速海等海域，體長可達20公分，棲息在沿海半鹹水水域或潟湖，為洄游性魚類，繁殖期會進入淡水溪流產卵，屬肉食性，以昆蟲、浮游生物、小魚等為食，可做為食用魚。

## 擴展閱讀
維基物種上的相關：亞速海西鯡